# Johann (Pfalz-Neumarkt)

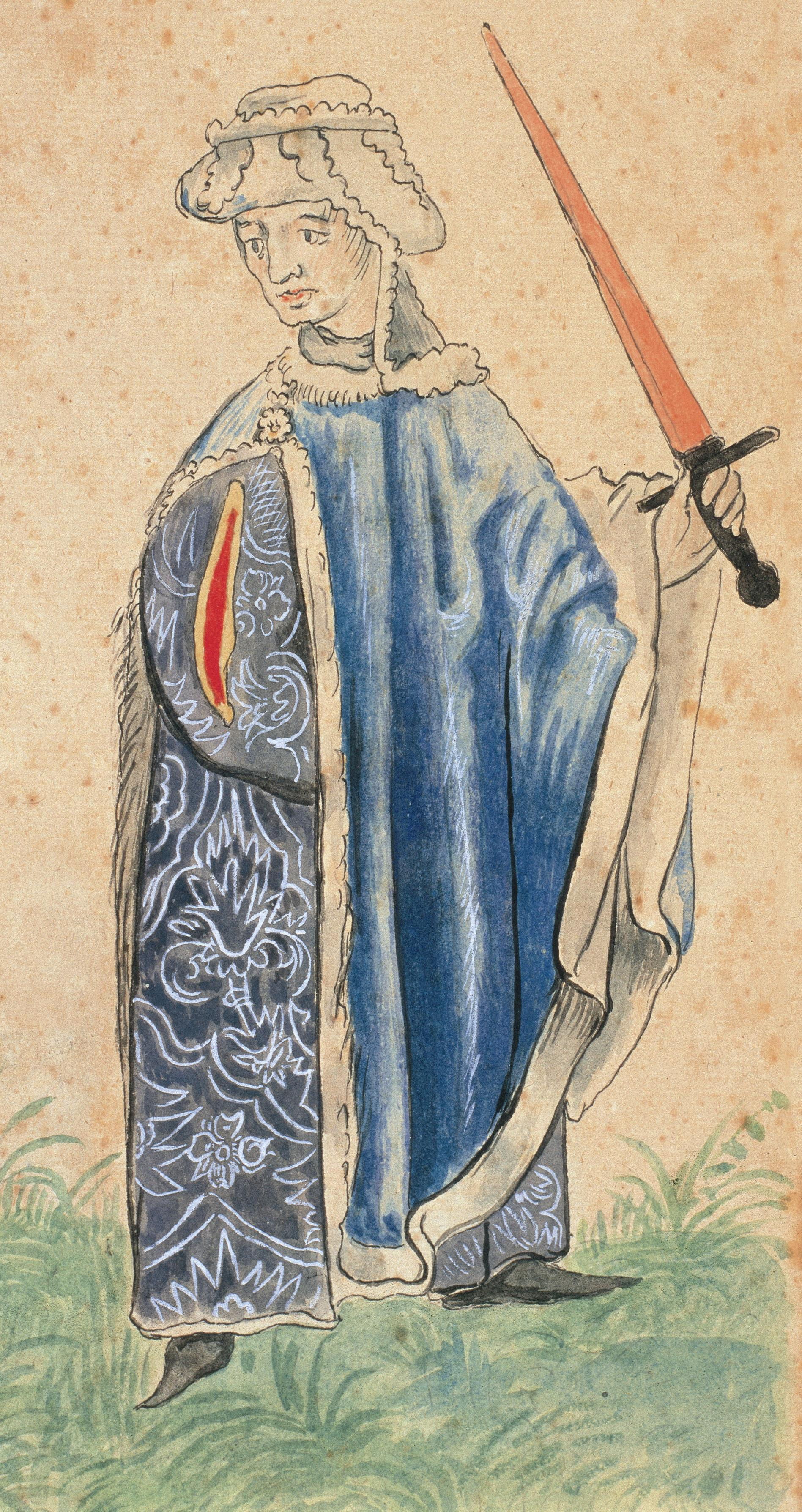
Johann von Pfalz-Neumarkt

Johann von Pfalz-Neumarkt, auch Johann, der Oberpfälzer und Johann, die Hussitengeißel (* 1383 in Neunburg vorm Wald; † 14. März 1443 in Kastl (im Lauterachtal)), war Pfalzgraf und Herzog in Bayern. Er begründete die Wittelsbachische Linie Pfalz-Neumarkt.

## Leben
Johann von Pfalz-Neumarkt war Sohn des rheinischen Kurfürsten Rupprecht III., der 1400 bis 1410 auch römisch-deutscher König war, mit dessen Frau Elisabeth von Hohenzollern-Nürnberg. Rupprecht III. war seit 1329 durch die Wittelsbachsche Zweiteilung des Nordgaus Inhaber der Oberpfalz, die damals zur Kurpfalz gehörte.
Johann verehelichte sich im Jahr 1407 in Kopenhagen mit Katharina von Pommern-Stolp, der Schwester des nordischen Unionskönigs Erich von Pommern. Diese heiratete ihn aber nur unter der Bedingung, dass er in der Oberpfalz ein Brigittenkloster errichten müsse, was dann auch mit der Gründung des Klosters Gnadenberg geschah. Katharina brachte eine Mitgift von 40.000 Gulden in die Ehe ein, dafür hat ihr Johann im Falle seines Ablebens die Heinzburg als Witwengut überschrieben.
Johann, der zweitälteste überlebende Sohn des Rupprecht III., wurde 1404 Statthalter in der Oberpfalz; diese neu geschaffene Würde („Herzog in Bayern“) hängt vielleicht damit zusammen, dass für Johann zuerst eine Ehe mit der Tochter des französischen Königs, Michelle de Valois, angestrebt wurde und er dafür standesgemäß ausgestattet werden musste; diese Ehe kam aber nicht zustande. Bereits als Statthalter schaltete Johann ziemlich souverän, er führte gegen Böhmen einen Krieg, bei dem er König Wenzel 1405 Bärnau abnahm. 
Nach dem Tod seines Vaters wurde die Kurpfalz am 3. Oktober 1410 unter seinen vier noch lebenden Söhnen aufgeteilt. Ludwig wurde mit der Kurwürde Haupterbe, Stefan Pfalz-Simmern-Zweibrücken und Otto Pfalz-Mosbach. Johann, erhielt Teile der heutigen Oberpfalz (Obere Pfalz), aber ohne Amberg und dem Kurpräzipium, die er vorher beide innegehabt hatte. Johann wählte neben Neunburg vorm Wald vor allem Neumarkt in der Oberpfalz zu seiner neuen Residenzstadt, wo er den Bau eines Schlosses und mehrerer Kirchen veranlasste. Die Verlegung seiner Hofhaltung nach Neumarkt führte zu einer glanzvollen Epoche dieser Stadt. Neben Kunst und Kultur florierten im neuen Regierungssitz Wirtschaft, Handel und Bauwirtschaft. Die Verwaltung seines Territoriums Oberpfalz verlangte jedoch auch Präsenz in anderen Städten, vor allem in Sulzbach und Neunburg vorm Wald.
Die Regierungszeit von Pfalzgraf Johann von Wittelsbach war geprägt durch die Unterstützung von König Sigismund I., dem Nachfolger seines Vaters als König. Johann versuchte allerdings beharrlich, sein Herrschaftsgebiet in Richtung Künisches Gebirge auszudehnen, was zu Konflikten mit seinem Bruder Ludwig III. (Pfalz) führte, der weitere Teile der Oberpfalz von Amberg aus regierte. 1415 schloss er sich der gegen Ludwig VII. (Bayern) gerichteten Adelsgruppe der Sittichgesellschaft an, deren Mitglied er auch nach der Umwandlung in die Konstanzer Liga blieb.
Nach dem Tod seines Bruders Ludwig († 1436) konnte er die Ansprüche seines jüngeren Bruders Otto, der die Vormundschaft über den noch unmündigen Ludwig IV. erhalten hatte, insofern abwehren, als er die kurpfälzischen Teile der Oberpfalz mit dem Kurpräzipuum gegen den Verzicht auf die Rechte in der Kurpfalz tauschte. Dadurch hatte er von 1437 bis 1442 die ganze Oberpfalz in der Hand, musste diese Teile aber nach der Großjährigkeit von Ludwig IV. wieder abgeben.
Über Kontakte zu den Hohenzollern in Nürnberg und Ansbach gelang es ihm, eine Zeit lang Mitglied im dänischen Reichsrat zu werden. Dies brachte mit sich, dass sein 1416 geborener Sohn Christoph von Pfalz-Neumarkt als Christoph III. später als König von Dänemark, Schweden und Norwegen gekrönt wurde und bis zu seinem Tod im Jahre 1448 von Helsingborg aus fast ganz Nordeuropa regierte. Für die Dauer seiner Abwesenheit ließ er sich von den Rittern Martin von Wildenstein und Hans von Parsberg vertreten. Ab 1447 übergab er die Regierung an seinen Onkel Pfalzgraf Otto von Pfalz-Mosbach. Mit dem Tod des 32-jährigen Christoph starb die Linie Pfalz-Neunburg-Neumarkt aus.
Johann heiratete nach dem Tod seiner Frau Katharina 1428 ein zweites Mal. Diese Ehe mit Beatrix von Bayern-München blieb kinderlos. Am 14. März 1443 starb Johann in der Klosterburg zu Kastl. Er wurde in Neunburg vorm Wald in der Burgkirche St. Georg begraben. Der Pfalzgraf wurde unter einer schlichten rotmarmornen Grabplatte bestattet. Diese wurde 1965 bei einer unverständigen Renovierung der Kirche zerstört und ist nur mehr in Fragmenten erhalten.

### Der Baumeister

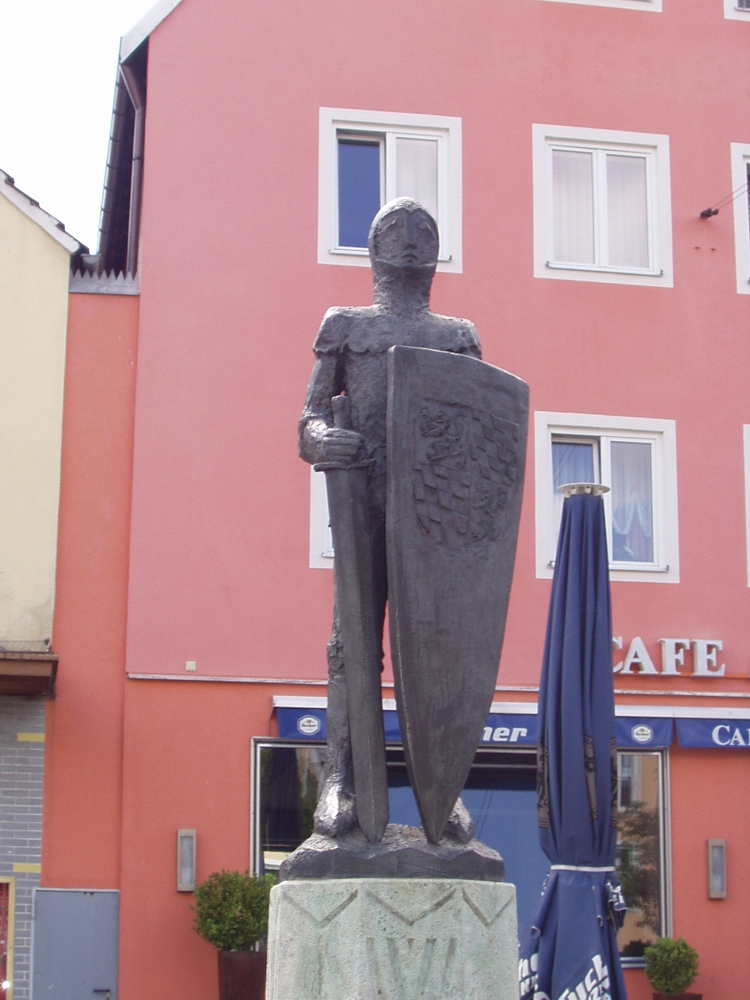
Johann von Pfalz-Neumarkt: Darstellung auf dem Pfalzgrafenbrunnen in Neumarkt

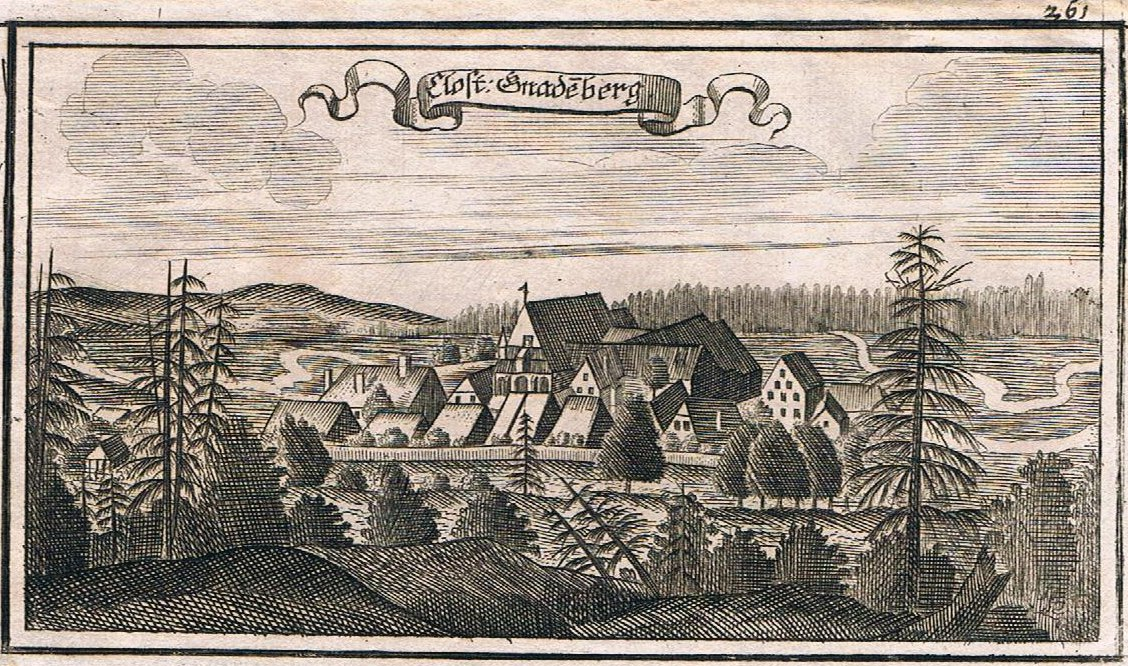
Kloster Gnadenberg um 1687

In Johanns Regierungszeit entstanden in Neumarkt in der Oberpfalz neben dem Pfalzgrafenschloss auch die St.-Johannes-Kirche, die Hofkirche (1418) und das Rathaus (um 1410). Die nördlich von Neumarkt gelegene Haimburg ließ er zu einem Jagdschloss ausbauen und in Gnadenberg stiftete er auf Bitten seiner Frau das Kloster Gnadenberg, das erste Brigittenkloster Süddeutschlands. Nicht alle Bauten dieser Zeit blieben erhalten. Das vormals im gotischen Stil errichtete Pfalzgrafenschloss fiel 1520 einem Brand zum Opfer und wurde erst 1539 von Pfalzgraf Friedrich II. im Renaissancestil wieder aufgebaut. Die Haimburg und das Kloster Gnadenberg sind heute nur noch als Ruinen erhalten.
In seiner zweiten Residenzstadt Neunburg vorm Wald errichtete er hier 1411 eine pfalzgräfliche Residenz, nachdem sein Großvater Ruprecht II. Neunburg 1353 zum ersten Mal zu einer pfalzgräflichen Residenz erhoben hatte. Auf dem Schloss befindet sich eine Tafel mit folgender Inschrift:

„Von 1410-1443 hielt in diesem Schloße gerne Hof Johann von Wittelsbach, Pfalzgraf von Neunburg-Neumarkt, des deutschen Königs Ruprecht Sohn, genannt die Hussitengeisel, Neunburgs größter Wohltäter.“

Gegen die Hussiteneinfälle hat Johann die Stadt Neunburg mit einer Ringmauer, sieben Türmen und einen vorgelegten Zwinger stark befestigen lassen. Der Hussiteneinfall von 1418 ist an dieser Festung gescheitert. Zwischen Burg und Stadt ließ Johann 1410–1415 über den Halsgraben ein Rathaus erbauen.

### Die Hussitengeißel
Johann von Pfalz-Neumarkt hatte im Siedlungsgebiet der Choden wegen Rechts- und Besitzfragen im heutigen Grenzgebiet zwischen Bayern und Tschechien Streit mit dem König von Böhmen. Als der böhmische Kirchengelehrte und Reformator Jan Hus am 6. Juli 1415 für seine religiösen Überzeugungen in Konstanz den Feuertod erlitten hatte, brachen in Böhmen und Mähren im 15. Jahrhundert die Hussitenkriege gegen die römisch-katholische Kirche aus. Die Plünderungen und Verwüstungen von Klöstern und Städten dehnten sich auch auf die benachbarte Oberpfalz aus.
Durch Reichstagsbeschluss wurde Johann im Mai 1426 zum Obersten Hauptmann des täglichen Kriegs gegen die Hussiten in Bayern. Dafür sollten ihm 1000 berittene Männer zur Verfügung stehen.
Nach dem Jahr 1419 zog Johann von Pfalz-Neumarkt mit einem Heer von Kreuzrittern gegen die Heeresgruppen der Taboriten. Er konnte ihnen 1422 beim Entsatz von Bischofteinitz, am 11. September 1426 bei Klattau, 1429 bei Neunburg vorm Wald und 1427 bei Bärnau Einhalt bieten, als deren Heerführer Andreas Prokop der Große am 4. August 1427 in der Schlacht bei Mies ein Heer der Kreuzfahrer besiegt hatte und Heeresgruppen der Hussiten nach Bärnau bei Tirschenreuth vordrangen. 1429 konnte er 300 hussitsche Reiter in Höll bei Waldmünchen in die Flucht schlagen. Am 14. September 1432 gelang ihm die Rückeroberung der Burg Reichenstein. Am 21. September 1433 besiegte Johann von Pfalz-Neumarkt eines ihrer Heere in der Schlacht bei Hiltersried. 1434 war er daran beteiligt, deren Belagerungsring vor Pilsen zu durchbrechen, um die Stadt zurückzugewinnen. Allerdings musste er sich in Teilfriedensschlüssen durch Tributzahlungen an die Hussiten (1418, 1420, 1430) Ruhe erkaufen, was seine dauernde Finanznot entsprechend vergrößerte.
Sein Einsatz gegen die Angriffe der Hussiten auf die Oberpfalz brachte Pfalzgraf Johann von Pfalz-Neumarkt in der bayerischen Geschichtsschreibung den Beinamen die Hussitengeißel oder der Hussitenhammer. Nach der verlorenen Schlacht bei Taus am 14. August 1431 setzte er sich weitsichtig für einen Kompromissfrieden mit den Hussiten und dem Königreich Böhmen ein.

## Nachkommen
Er war in erster Ehe mit Katharina von Pommern-Stolp (* 1390; † 1426) verheiratet, einer Tochter des Herzog Wartislaw VII. († 1395). Der Ehe entstammten sieben Kinder, von welchen sechs in der Kindheit verstarben:
- Margaretha von Pfalz-Neumarkt (* 1408; † in jungen Jahren)
- Adolf von Pfalz-Neumarkt (* 1409; † 1409)
- Otto von Pfalz-Neumarkt (* 1410; † in jungen Jahren)
- Johann II. von Pfalz-Neumarkt (* 1411; † in jungen Jahren)
- Friedrich von Pfalz-Neumarkt (* 1412; † in jungen Jahren)
- Johann III. von Pfalz-Neumarkt (* September 1413; † 3 Tage später)
- Christoph von Pfalz-Neumarkt (* 26. Februar 1416; † 5. Januar 1448)

Nach dem Tod seiner ersten Frau war er seit dem Jahr 1428 in kinderloser Ehe mit Prinzessin Beatrix von Bayern (1403–1447), Witwe des Grafen Hermann III. von Cilli und Tochter von Herzog Ernst aus der Linie Bayern-München, verehelicht.

## Nachwirkung
Die Burgfestspiele vom Hussenkrieg in Neunburg vorm Wald erinnern an die Hussitenkriege, vor allem an den Sieg in der Schlacht bei Hiltersried. Die Bundeswehrkaserne Pfalzgraf-Johann-Kaserne, die im Juni 2007 aufgelöst wurde, trug seinen Namen.
Das Neunburger Einkaufszentrum wurde zu seinen Ehren „Pfalzgrafen Center“ benannt.
Johann von Pfalz-Neumarkt ist der Namensgeber der Neumarkter Pfadfinder der DPSG (Deutsche Pfadfinderschaft Sankt Georg).